# آنتون کرس
آنتون کرس (انگلیسی: Anton Kreß؛ ۸ ژوئن ۱۸۹۹ – ۳ ژانویهٔ ۱۹۵۷) بازیکن فوتبال اهل آلمان بود.
وی همچنین در تیم ملی فوتبال آلمان بازی کرده‌است.